# Нотр-Дам-де-Бондвиль (кантон)
Нотр-Дам-де-Бондвиль (фр. Notre-Dame-de-Bondeville) — кантон во Франции, находится в регионе Нормандия, департамент Приморская Сена. Входит в состав округа Руан.

## История
До 2015 года в состав кантона входили коммуны Ла-Вопальер, Ле-Ульм, Малоне, Монтиньи, Нотр-Дам-де-Бондвиль, Писси-Повиль, Румар, Сен-Жан-дю-Кардоне, Упвиль.
В результате реформы 2015 года состав кантона был изменен. В него были включены отдельные коммуны упраздненного кантона Павийи.
С 1 января 2016 года состав кантона изменился: коммуны Бетвиль, Ла-Фольтьер, Мон-де-л'Иф и Фревиль объединились в новую коммуну Сен-Мартен-де-л'Иф.

## Состав кантона с 1 января 2016 года
В состав кантона входят коммуны (население по данным Национального института статистики Архивная копия от 7 ноября 2021 на Wayback Machine за 2018 г.):
- Гупийер (417 чел.)
- Карвиль-ла-Фольтьер (415 чел.)
- Круа-Мар (781 чел.)
- Ла-Вопальер (1 113 чел.)
- Ле-Ульм (4 033 чел.)
- Лимези (1 510 чел.)
- Малоне (6 126 чел.)
- Мениль-Панвиль (727 чел.)
- Монтиньи (1 252 чел.)
- Нотр-Дам-де-Бондвиль (6 990 чел.)
- Павийи (6 260 чел.)
- Писси-Повиль (1 275 чел.)
- Румар (1 527 чел.)
- Сен-Жан-дю-Кардонне (1 364 чел.)
- Сен-Мартен-де-л’Иф (1 713 чел.)
- Сент-Остреберт (606 чел.)
- Упвиль (2 815 чел.)
- Фрескьен (1 021 чел.)
- Экаль-Аликс (521 чел.)
- Элет (1 578 чел.)
- Эманвиль (709 чел.)

## Политика
На президентских выборах 2022 г. жители кантона отдали в 1-м туре Эмманюэлю Макрону 30,7 % голосов против 29,0 % у Марин Ле Пен и 18,9 % у Жана-Люка Меланшона; во 2-м туре в кантоне победил Макрон, получивший 54,2 % голосов. (2017 год. 1 тур: Марин Ле Пен – 26,2 %, Эмманюэль Макрон – 22,5 %, Жан-Люк Меланшон – 20,8 %, Франсуа Фийон – 15,7 %; 2 тур: Макрон – 59,3 %. 2012 год. 1 тур: Франсуа Олланд — 28,7 %, Николя Саркози — 24,2 %, Марин Ле Пен — 17,8 %; 2 тур: Олланд — 55,2 %. 2007 год. 1 тур: Сеголен Руаяль — 28,6 %, Саркози — 26,8 %; 2 тур: Руаяль — 51,0 %).
С 2015 года кантон в Совете департамента Приморская Сена представляют мэр города Малоне Гийом Куте (Guillaume Coutey) и вице-мэр города Павийи Аньес Ларжийе (Agnès Largillet) (оба — Социалистическая партия).
|                | Кандидаты                      | Партия                   | Первый тур | Первый тур     | Второй тур | Второй тур |
| Кол-во голосов | Кандидаты                      | Партия                   | % голосов  | Кол-во голосов | % голосов  |            |
| -------------- | ------------------------------ | ------------------------ | ---------- | -------------- | ---------- | ---------- |
|                | Гийом Куте Аньес Ларжийе       | Социалистическая партия  | 4 972      | 49,94          | 7 164      | 73,67      |
|                | Жюли Броэ Кристоф Жене         | Национальное объединение | 2 131      | 21,40          | 2 561      | 26,33      |
|                | Ален Тернисьен Беатрис Феркок  | Центристский блок        | 1 938      | 16,47          |            |            |
|                | Фьорелла Берсу Себастьен Галло | Левый блок               | 915        | 9,19           |            |            |

|                | Кандидаты                  | Партия             | Первый тур | Первый тур     | Второй тур | Второй тур |
| Кол-во голосов | Кандидаты                  | Партия             | % голосов  | Кол-во голосов | % голосов  |            |
| -------------- | -------------------------- | ------------------ | ---------- | -------------- | ---------- | ---------- |
|                | Гийом Куте Аньес Ларжийе   | Левый блок         | 4 881      | 31,27          | 6 589      | 41,50      |
|                | Сильвен Бюлар Софи Николь  | Правый блок        | 4 162      | 26,66          | 4 894      | 30,82      |
|                | Стефани Фавр Коринн Труд   | Национальный фронт | 4 529      | 29,02          | 4 395      | 27,68      |
|                | Даниэль Гренье Мирьям Мюло | Левый фронт        | 2 037      | 13,05          |            |            |